# ○○の父一覧
○○の父一覧（○○のちちいちらん）は、「歴史の父: ヘロドトス」「経済学の父: アダム・スミス」などと、とある分野の功績や実績などから「○○の父」と称される人物の一覧である。
本一覧では、信用可能な文献などでその確認が可能なもののみ取り扱うものとし、引用する媒体がブログなどの不明確なものしかないものに関しては取り扱わないものとする。また、ここでいう「確認が可能なもの」とは、その人物が何かを発明したり、何かを広めるのに尽力した人物であることを証明する文献などではなく、その文献の中で「○○の父」もしくは「Father of ○○」などと表記されているものを指す。
本一覧では、英語文献でのみその存在が確認されたものについては、五十音表では英語文献に掲載されていた通称をそのまま載せた上で、それに対応すると考えられる日本語訳を括弧書きで掲載している。
また、名前を五十音順に並べる際は、東洋人名はフルネームを、西洋人名などは一番下の名前を元に並べ替えるようにしている。ただし、西洋人名の中で一番下の名前だけでなく、その上の名前も一緒に呼ぶことが通例となっていると判断される場合はこの限りではない（例:「レオナルド・ダ・ヴィンチ」→「ダ・ヴィンチ」）。

## 五十音の一覧
- ○○の父一覧 あ行
- ○○の父一覧 か行
- ○○の父一覧 さ行
- ○○の父一覧 た行
- ○○の父一覧 な行
- ○○の父一覧 は行
- ○○の父一覧 ま行
- ○○の父一覧 や行
- ○○の父一覧 ら行
- ○○の父一覧 わ行